# Belarmino
Belarmino ist ein portugiesischer Film in Schwarz-Weiß aus dem Jahr 1964.

## Handlung
Der halbdokumentarische Film begleitet den ehemals erfolgreichen Boxer Belarmino Fragoso (1931–1982) durch Lissabon und gewährt Einblicke in seinen Alltag. Sein Bruder gab sich in London für ihn aus und verlor einen Kampf. Um diese Schmach zu tilgen, trainierte Belarmino erneut für eine Revanche. Doch er verlor den Kampf. Dies ist der Aufhänger des Films, und Belarmino erzählt seine Geschichte im Film selbst.

## Rezeption
Der Film war 1964, nach Os Verdes Anos (1963) von Paulo Rocha, der zweite wegweisende Film des Novo Cinema. Die Aussagen Belarminos, teilweise in den Cafés der langsam ausgehenden Lissabonner Bohème der 1960er Jahre aufgenommen, wechseln mit Aufnahmen Belarminos, die ihn bei Kämpfen und Trainings zeigen, aber auch beim Kolorieren von Bildern, mit denen er mühsam seinen Lebensunterhalt bestreitet. Besonders die Momente, in denen die Kamera ihn bei Spaziergängen durch eine zwischen modernem Aufbruch und einengender Estado Novo-Diktatur gefangenen Stadt begleitet, sorgen für den Rhythmus des Films. Die Ästhetik der Kamera, die gespannte, ruhige Atmosphäre, und die passende Jazz-Filmmusik von Manuel Jorge Veloso und der Band des Hot Clube de Portugal waren neu im portugiesischen Kino. Der sozialkritische Blick des Films zeigt sich in den ungeschminkten Bildern der quirligen Stadt und den Gesprächen mit Belarmino.